# Info-ZIP
Info-ZIP je sada open-source programů pro práci s archivy ZIP. Mezi uživateli se začala šířit počínaje rokem 1989. Skládá se ze 4 samostatně instalovaných programů: Zip a UnZip pracují v příkazovém řádku (CLI); WiZ a MacZip jsou front-endy poskytující předchozím dvěma programům GUI ve Windows a klasickém Mac OSu.
Zip, jakož i UnZip byly portovány na mnoho počítačových platforem. Domovská stránka UnZipu tento program charakterizuje jako „třetí nejportovanější program na světě“ (anglicky The Third Most Portable Program in the World). Programy zip a unzip obsažené v mnoha unixových systémech jsou právě Zip a UnZip ze sady Info-ZIP.
Některé součásti Info-ZIPu, včetně knihovny zlib, se objevily v mnoha archivačních i ostatních programech.